# Arrondissement di Agen
L'arrondissement di Agen è una suddivisione amministrativa francese, situata nel dipartimento del Lot e Garonna e nella regione della Nuova Aquitania.

## Composizione
L'arrondissement di Agen raggruppa 71 comuni in 12 cantoni:
- cantone di Agen-Centre
- cantone di Agen-Nord
- cantone di Agen-Nord-Est
- cantone di Agen-Ovest
- cantone di Agen-Sud-Est
- cantone di Astaffort
- cantone di Beauville
- cantone di Laplume
- cantone di Laroque-Timbaut
- cantone di Port-Sainte-Marie
- cantone di Prayssas
- cantone di Puymirol